# 光収容
光収容（ひかりしゅうよう）とは、アナログ電話回線・N-ISDN、アナログ・低速デジタル専用線などの一部区間を遠隔多重加入者線伝送装置などで多重化して光ケーブルで伝送し、デジタル交換機などに収容することである。一般的に、FTTxよりも端末の通信速度の遅い物を言う。

## 利点
次のようなことを目的として導入されている。
- 通信線路長の長いものの損失の低減。
- 新築集合住宅など、新規発生需要への経済的な対応。
- 需要の集中している地域での地下配管の有効利用。
- 鉄道線路・特別高圧送電線と並行する区間での雑音の低減。

2000年代に入りツイストペアケーブル通信線路の新設が停止されているため、光収容回線はさらに増加するものと考えられる。

## 構成
- RSBM（Remote SuBscriber Module）：遠隔加入者収容モジュール。ADM（Add Drop Multiplexer）分岐多重化装置で1つの光ケーブルリングで複数のRSBMに収容されている回線を多重伝送し、新ノードシステム（NS-8000）のSBM（SuBscriber Module）加入者回線収容装置へ収容しているものが多い。
  - RSBM-S（RSBM- Satellite building）：遠隔局用屋内設置。小型交換機の置き換えのために一つの局舎に複数設置されていることも多い。
  - RSBM-F（RSBM-Feeder point）：き線点用地上設置。地下部分の光ケーブル化のために地下管路から地上への引き出し点に設置するものである。歩道上に設置可能なように小型化されている。公衆電話ボックスと一体化されたものも存在する。
  - RSBM-U（RSBM-User building）：加入者主配線盤用屋内設置。集合住宅・オフィスビルなどの多数の加入者がある建築物の屋内に設置するものである。直収電話の光ケーブル化のためにも使用されている。
- RT（Remote Terminal）：遠隔多重加入者線伝送装置。D70形ディジタル交換機へ加入者回線を遠隔収容するもの。
- πシステム：電柱またはビルMDFに光・電変換集線装置を設置し、より加入者に近い地点まで光ケーブル化するものである。1つにつき10回線のメタル回線を収容可能であり、都市中心部の一部地域で導入されている。

## 原価配分問題
固定電話・専用線などの全ての低速通信サービスで共用されるものであるので、会計処理上の原価配分に議論がある。またその費用を基本料金で賄うのか、通話料金や他事業者の利用料金で賄うのかについても議論がある。
また通信プロトコルがSDH・ATMであるのでコストが高く、IP網化を進めるための支障となるという指摘もある。

## 備考
- ミュージシャンの光収容は自宅のインターネット接続に本項の光収容を利用しており、そこから「光収容」と名乗っている。